# حكومة علي رضا الركابي الثانية
حكومة علي رضا باشا الركابي الثانية، هي الحكومة السابعة في عهد إمارة شرق الأردن. تشكّلت بتاريخ 3 مايو 1924م بعد استقالة حكومة حسن خالد أبو الهدى، واستمرت حتى تاريخ 23 يونيو 1926.

## أعضاء الحكومة
| الرقم | الإسم              | المهام الوزارية                        | ملاحظات |
| ----- | ------------------ | -------------------------------------- | ------- |
| 1     | علي رضا الركابي    | رئيسا للنظار وناظرا للملكية (الداخلية) |         |
| 2     | ابراهيم هاشم       | ناظرا للعدلية                          |         |
| 3     | سعيد الكرمي        | قاضيا للقضاة                           |         |
| 4     | حسن خالد ابوالهدى  | ناظرا للمالية                          |         |
| 5     | الامير شاكر بن زيد | نائب العشائر                           |         |

في 1 أبريل 1962، أجري التعديل الأول والوحيد على هذه الحكومة وأنضم إليها وزير واحد كما يلي:
| الرقم | الإسم     | المهام الوزارية | ملاحظات              |
| ----- | --------- | --------------- | -------------------- |
| 1     | رضا توفيق | ناظرا للعدلية   | حل مكان إبراهيم هاشم |

## أهم الأحداث
- انضمام منطقتي العقبة ومعان إلى الامارة بتاريخ 25 حزيران 1925 بعد أن كانتا تابعة للحجاز.
- وفي شهري شباط وأذار 1926 قامت اصطرابات في منطقة وادى موسى فعملت الحكومة على اخمادها.
- حدثت بعض التعديلات على هيئة هذه الوزارة: استقال الشيخ سعيد الكرمي قاصي القضاة من منصبه في 15 كانون الأول 1925، استقال السيد ابراهم بك هاشم ناظر العدلية في 1 نيسان 1926 فعين مكانه الفيلسوف التركي رضا توفيق.

قدمت الحكومة استقالتها بتاريخ 23 يونيو 1926